# Vejle Boldklub 2016-2017
Questa voce raccoglie le informazioni riguardanti il Vejle Boldklub nelle competizioni ufficiali della stagione 2016-2017.

## Rosa
Fonte:
| N. |                                 | Ruolo | Calciatore         |
| -- | ------------------------------- | ----- | ------------------ |
|    | Danimarca (bandiera)            | P     | Jakob Henriksen    |
|    | Stati Uniti (bandiera)          | P     | Michael Lansing    |
|    | Romania (bandiera)              | P     | David Lazăr        |
|    | Fær Øer (bandiera)              | D     | Viljormur Davidsen |
|    | Danimarca (bandiera)            | D     | Jacob Egeris       |
|    | Danimarca (bandiera)            | D     | Anders Egholm      |
|    | Danimarca (bandiera)            | D     | Jesper Fleckner    |
|    | Cina (bandiera)                 | D     | Ruibao Hu          |
|    | Brasile (bandiera)              | D     | Lucas Maia         |
|    | Bosnia ed Erzegovina (bandiera) | D     | Kerim Memija       |
|    | Cina (bandiera)                 | D     | Xin Wang           |
|    | Cina (bandiera)                 | D     | Xin Yue            |
|    | Brasile (bandiera)              | C     | Allan Sousa        |
|    | Danimarca (bandiera)            | C     | Ali El-Haj         |
|    | Danimarca (bandiera)            | C     | Kim Elgaard        |

| N. |                           | Ruolo | Calciatore        |
| -- | ------------------------- | ----- | ----------------- |
|    | Ucraina (bandiera)        | C     | Artem Favorov     |
|    | Danimarca (bandiera)      | C     | Steffen Kielstrup |
|    | Danimarca (bandiera)      | C     | Christian Kudsk   |
|    | Danimarca (bandiera)      | C     | Agon Mucolli      |
|    | Danimarca (bandiera)      | C     | Simon Nagel       |
|    | Camerun (bandiera)        | C     | Gaël Ondoua       |
|    | Danimarca (bandiera)      | C     | Jacob Schoop      |
|    | Colombia (bandiera)       | A     | Mario Álvarez     |
|    | Costa d'Avorio (bandiera) | A     | Adriel Ba Loua    |
|    | Danimarca (bandiera)      | A     | Dominic Vinicius  |
|    | Danimarca (bandiera)      | A     | Oliver Drost      |
|    | Sierra Leone (bandiera)   | A     | Sheka Fofanah     |
|    | Tunisia (bandiera)        | A     | Imed Louati       |
|    | Danimarca (bandiera)      | A     | Patrick Rasmussen |